# Slavhostice
Slavhostice jsou obec v okrese Jičín v Královéhradeckém kraji. Žije v ní 130 obyvatel.

## Historie
První písemná zmínka o obci pochází z roku 1371.

## Přírodní poměry
Asi jeden kilometr jižně od centra obce se nalézá na Smíchovském potoce rybník Smíchov.
V okolí vsi se nacházejí listnaté lesy, skládající se z původních doubravových porostů. V okolí se nacházejí rovněž vzácné teplomilné rostliny.

## Obyvatelstvo
| Rok            | 1869 | 1880 | 1890 | 1900 | 1910 | 1921 | 1930 | 1950 | 1961 | 1970 | 1980 | 1991 | 2001 | 2011 | 2021 |
| -------------- | ---- | ---- | ---- | ---- | ---- | ---- | ---- | ---- | ---- | ---- | ---- | ---- | ---- | ---- | ---- |
| Počet obyvatel | 455  | 534  | 539  | 526  | 521  | 490  | 505  | 325  | 312  | 273  | 207  | 158  | 145  | 138  | 127  |
| Počet domů     | 74   | 76   | 78   | 79   | 86   | 89   | 103  | 112  | 101  | 91   | 76   | 107  | 104  | 105  | 105  |

## Obecní správa
Mezi lety 1869–1960 byly Slavhostice obcí v okrese Jičín. V letech 1960–1990 patřily jako část obce k Žlunicím a od 24. listopadu 1990 jsou opět samostatnou obcí.

### Obecní symboly
Znak a vlajka byly obci uděleny rozhodnutím předsedkyně Poslanecké sněmovny Parlamentu České republiky dne 12. dubna 2013.

## Pamětihodnosti
- Socha svatého Jiří